# TuS Wörrstadt
Le TuS Wörrstadt est un club multi-sport féminin allemand, basé à Wörrstadt, en Rhénanie-Palatinat.

## Histoire
Le club est fondé en 1847. Il est principalement connu pour sa section football, qui a remporté le premier championnat féminin national en 1974. 
Le club dispose d'autres sections pour le badminton, la gymnastique, le handball et l'athlétisme. Ils ont également un département qui est impliqué dans des activités tournant autour du carnaval.